# 湖滨区
湖滨区是中华人民共和国河南省三门峡市的市辖区。面积164平方公里，总人口约33万人。區政府駐北堤路與文化路交叉口。

## 行政区划
湖滨区下辖7个街道办事处、3个乡：
湖滨街道、前进街道、车站街道、涧河街道、大安街道、会兴街道、崖底街道、交口乡、磁钟乡和高庙乡。

## 人口
根據第七次人口普查數據，截至2020年11月1日零時，湖濱區常住人口326682人。

## 交通
- 310国道过境。
- 209国道过境。